# Тур (село)
Тур — прикордонне село Ковельського району Волинської області України. Населення 2 259, Входить до складу Заболоттівської селищної громади. До 22 вересня 2016 року — центр Турської сільської ради. Герб села є промовистим.

## Географія
Село розташоване на березі Турського озера. За 4 км на північний схід від села проходить державний кордон із Білоруссю — пункт пропуску Тур—Сушитниця. Село Тур оточене озерами: Турське, Довге, Святе, Веліхове. Відстань до селища Ратне становить 16 км і проходить автошляхом місцевого значення.

## Назва
За однією версією назва села походить від бика тура, який, за легендою, переплив через озеро та був застрелений Заліськими мисливцями. Озеро було названо Турським. 
Проте, як було досліджено місцевим істориком, село було названо на честь слов'янського Бога Тура. Тур — ім'я якого в первинному сенсі означає Бик. Це Бог сили, лицарської честі, заступник воїнів і чередників. У деяких українських племен — бог Сонця. Зображувався багаторогим биком з золотою шерстю; туром-оленем; золотим барилом з рогами і т. ін. Культ Тура встановився з розвитком скотарства. Згідно з деякими легендами, Тур-Бик мав десять рогів, на одному з яких містився золотий терем, а в ньому — чарівна діва. З образом Тура волхви пов'язували єднання неба й землі.

## Важливі місця села
У селі є Святомикитівська церква, загальноосвітня школа, Сільський будинок культури, магазини, прикордонна застава, дитяча музична школа.

## Населення
Згідно з переписом УРСР 1989 року чисельність наявного населення села становила 2617 осіб, з яких 1247 чоловіків та 1370 жінок.
За переписом населення України 2001 року в селі мешкало 2255 осіб.

### Мова
Розподіл населення за рідною мовою за даними перепису 2001 року:
| Мова       | Відсоток |
| ---------- | -------- |
| українська | 99,51 %  |
| російська  | 0,27 %   |
| білоруська | 0,22 %   |

### Уродженці
- Миколайчук Валентин Віталійович (2001—2022) — солдат Збройних сил України, учасник російсько-української війни, що загинув у ході російського вторгнення в Україну в 2022 році.

## Пам'ятки
Озеро Тур — заповідне урочище. Статус надано з метою збереження екологічної рівноваги Турського озера. Місце розмноження цінних видів риб та водоплавних птахів (всього понад 200 видів).